# Centrochthonius
Genre
Centrochthonius est un genre de pseudoscorpions de la famille des Pseudotyrannochthoniidae.

## Distribution
Les espèces de ce genre se rencontrent en Asie.

## Liste des espèces
Selon Pseudoscorpions of the World (version 3.0) :
- Centrochthonius kozlovi (Redikorzev, 1918)
- Centrochthonius schnitnikovi (Redikorzev, 1934)

et décrites ou placées depuis :
- Centrochthonius anatonus Harvey & Harms, 2022
- Centrochthonius cheni (Gao, Zhang & Zhang, 2016)
- Centrochthonius dashdamirovi Kolesnikov, Mikhailov & Turbanov, 2023
- † Centrochthonius bitterfeldicus Schwarze, Harms, Hammel & Kotthoff, 2022

Centrochthonius ussuriensis a été placée dans le genre Allochthonius par Schwarze, Harms, Hammel et Kotthoff en 2022.

## Systématique et taxinomie
Ce genre a été décrit par Beier en 1931.

## Publication originale
- Beier, 1931 : « Zur Kenntnis der Chthoniiden (Pseudoskorpione). » Zoologischer Anzeiger, vol. 93, p. 49-56.